# Arcieparchia di Haifa e Terra Santa
L'arcieparchia di Haifa e Terra Santa (in latino: Archieparchia Ptolemaidensis Maronitarum in Terra Sancta) è una sede della Chiesa maronita in Israele. Nel 2021 contava 10.000 battezzati. È retta dall'arcieparca Moussa El-Hage, O.A.M.

## Territorio
L'arcieparchia comprende tutti i fedeli della Chiesa maronita che vivono in Israele.
Sede arcieparchiale è la città di Haifa, dove si trova la cattedrale di San Luigi re.
Il territorio è suddiviso in 6 parrocchie.

## Storia
L'arcieparchia è stata eretta l'8 giugno 1996, ricavandone il territorio dall'arcieparchia di Tiro. Il nome latino della sede fa riferimento all'antica Tolemaide di Fenicia, oggi Acri, a circa 25 km a nord di Haifa.
Il 5 ottobre dello stesso anno l'arcieparchia ha ceduto porzioni del suo territorio a vantaggio dell'erezione degli esarcati patriarcali di Gerusalemme e Palestina e di Giordania, che da allora sono affidati alla cura pastorale dell'arcieparca.

## Cronotassi dei vescovi
Si omettono i periodi di sede vacante non superiori ai 2 anni o non storicamente accertati.
- Paul Nabil El-Sayah (8 giugno 1996 - 6 giugno 2011 nominato arcivescovo, titolo personale, di curia del patriarcato di Antiochia dei maroniti)
- Moussa El-Hage, O.A.M., dal 16 giugno 2012

## Statistiche
L'arcieparchia nel 2021 contava 10.000 battezzati.
| anno | popolazione | popolazione | popolazione | presbiteri | presbiteri | presbiteri | presbiteri                | diaconi | religiosi | religiosi | parrocchie |
| anno | battezzati  | totale      | %           | numero     | secolari   | regolari   | battezzati per presbitero | diaconi | uomini    | donne     | parrocchie |
| ---- | ----------- | ----------- | ----------- | ---------- | ---------- | ---------- | ------------------------- | ------- | --------- | --------- | ---------- |
| 1999 | 7.000       | ?           | ?           | 7          | 5          | 2          | 1.000                     |         | 2         | 9         | 6          |
| 2000 | 7.000       | ?           | ?           | 6          | 5          | 1          | 1.166                     |         | 1         | 9         | 6          |
| 2001 | 7.000       | ?           | ?           | 7          | 5          | 2          | 1.000                     |         | 2         | 9         | 6          |
| 2002 | 7.000       | ?           | ?           | 5          | 5          |            | 1.400                     |         |           | 9         | 6          |
| 2003 | 7.000       | ?           | ?           | 6          | 6          |            | 1.166                     |         |           | 9         | 6          |
| 2004 | 7.000       | ?           | ?           | 6          | 6          |            | 1.166                     |         |           | 8         | 6          |
| 2006 | 7.000       | ?           | ?           | 7          | 7          |            | 1.000                     |         |           | 5         | 6          |
| 2009 | 7.000       | ?           | ?           | 11         | 8          | 3          | 636                       |         | 3         | 6         | 6          |
| 2013 | 7.000       | ?           | ?           | 9          | 9          |            | 777                       |         |           | 6         | 8          |
| 2016 | 10.000      | ?           | ?           | 15         | 12         | 3          | 666                       | 2       | 3         |           | 8          |
| 2019 | 10.000      | ?           | ?           | 14         | 10         | 4          | 714                       | 1       | 4         |           | 8          |
| 2021 | 10.000      | ?           | ?           | 11         | 11         |            | 909                       | 1       |           |           | 6          |